# L'Épine (Vendée)
Pour les articles homonymes, voir L'Épine.
L'Épine est une commune française située dans le département de la Vendée en région Pays de la Loire.

## Géographie
L'Épine est une commune de l'île de Noirmoutier en Vendée. Il s'agit du troisième port de l'île.
Cette commune, très étirée, se trouve au centre de l'île. Elle jouxte la commune de La Guérinière.
Le territoire municipal de L’Épine s’étend sur 869 hectares. L’altitude moyenne de la commune est de 3 mètres, avec des niveaux fluctuant entre 0 et 17 mètres,.
| Océan atlantique | Noirmoutier-en-l'Île | Océan atlantique |
| Océan atlantique | L'Épine              | Océan atlantique |
| Océan atlantique | Océan atlantique     | La Guérinière    |

### Climat
Pour des articles plus généraux, voir Climat des Pays de la Loire et Climat de la Vendée.
En 2010, le climat de la commune est de type climat méditerranéen altéré, selon une étude du CNRS s'appuyant sur une série de données couvrant la période 1971-2000. En 2020, Météo-France publie une typologie des climats de la France métropolitaine dans laquelle la commune est exposée à un climat océanique et est dans la région climatique  Bretagne orientale et méridionale, Pays nantais, Vendée, caractérisée par une faible pluviométrie en été et une bonne insolation. 
Pour la période 1971-2000, la température annuelle moyenne est de 12,4 °C, avec une amplitude thermique annuelle de 12,5 °C. Le cumul annuel moyen de précipitations est de 769 mm, avec 12,4 jours de précipitations en janvier et 5,8 jours en juillet. Pour la période 1991-2020, la température moyenne annuelle observée sur la station météorologique de Météo-France la plus proche, sur la commune de Noirmoutier-en-l'Île à 3 km à vol d'oiseau, est de 13,4 °C et le cumul annuel moyen de précipitations est de 704,1 mm,. Pour l'avenir, les paramètres climatiques de la commune estimés pour 2050 selon différents scénarios d'émission de gaz à effet de serre sont consultables sur un site dédié publié par Météo-France en novembre 2022.

## Urbanisme

### Typologie
L'Épine est une commune rurale, car elle fait partie des communes peu ou très peu denses, au sens de la grille communale de densité de l'Insee,,,.
Elle appartient à l'unité urbaine de L'Épine, une agglomération intra-départementale regroupant 2 communes et 2 988 habitants en 2017, dont elle est ville-centre,.
La commune est en outre hors attraction des villes,.
La commune, bordée par l'océan Atlantique, est également une commune littorale au sens de la loi du 3 janvier 1986, dite loi littoral. Des dispositions spécifiques d’urbanisme s’y appliquent dès lors afin de préserver les espaces naturels, les sites, les paysages et l’équilibre écologique du littoral, par exemple le principe d'inconstructibilité, en dehors des espaces urbanisés, sur la bande littorale des 100 mètres, ou plus si le plan local d’urbanisme le prévoit,.

### Occupation des sols

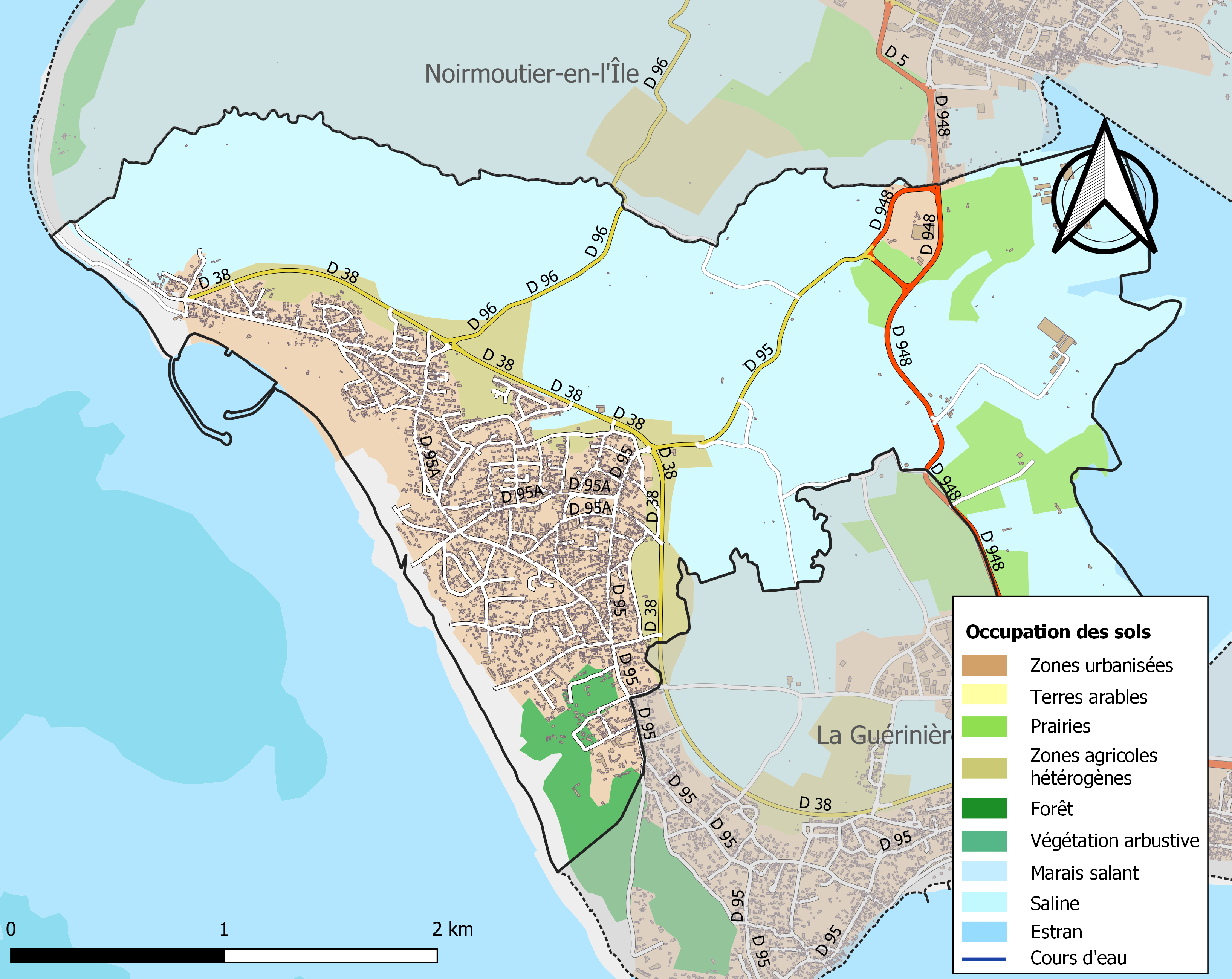
Carte des infrastructures et de l'occupation des sols de la commune en 2018 (CLC).

L'occupation des sols de la commune, telle qu'elle ressort de la base de données européenne d’occupation biophysique des sols Corine Land Cover (CLC), est marquée par l'importance des zones humides (58,2 % en 2018), en diminution par rapport à 1990 (60 %). La répartition détaillée en 2018 est la suivante : 
zones humides côtières (58,2 %), zones urbanisées (18,6 %), prairies (6,7 %), zones agricoles hétérogènes (6,2 %), espaces verts artificialisés, non agricoles (4 %), forêts (2,6 %), espaces ouverts, sans ou avec peu de végétation (2,6 %), zones industrielles ou commerciales et réseaux de communication (1,1 %). L'évolution de l’occupation des sols de la commune et de ses infrastructures peut être observée sur les différentes représentations cartographiques du territoire : la carte de Cassini (XVIIIe siècle), la carte d'état-major (1820-1866) et les cartes ou photos aériennes de l'IGN pour la période actuelle (1950 à aujourd'hui).

## Toponymie
Lieu planté d'aubépine ou épine blanche. De grande longévité cette aubépine était souvent utilisée comme limite entre deux propriétés.

## Histoire

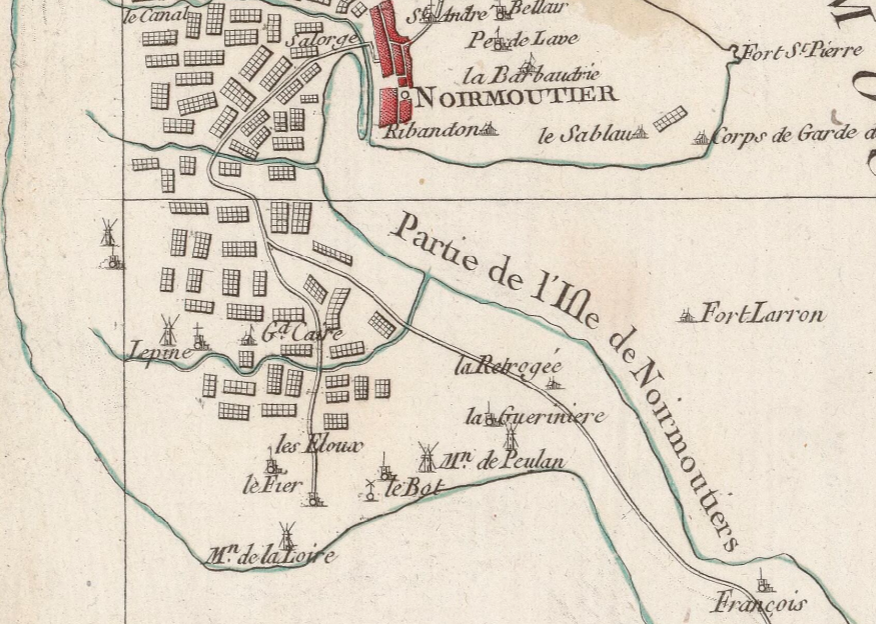
L'Épine et ses environs sur la carte de Cassini (XVIIIe siècle).

En 1773, le régisseur général du marquisat de Noirmoutier Joseph Marie Joubert des Ouches (1736-1807) acquiert huit hectares de terrains au lieu-dit du Grand Cairuy. Sur ce terrain, il fait ériger le manoir qui deviendra le château de L'Épine, surnommé Monplaisir. L'année suivante, en 1774, il fait ériger des murs pour ceinturer le domaine. Par sa fille Andrée Suzanne (1768-1828) puis par sa petite-fille Désirée Maublanc (1805-1843), Monplaisir passe aux mains de François Plantier (1798-1877), maire de Noirmoutier de 1833 à 1839. À sa mort, il le lègue à son fils Adrien Plantier (1842-1917), lui aussi maire de Noirmoutier, ce dernier léguant ensuite ce domaine à son frère Louis Pierre Plantier (1836-1922), médecin. Le manoir étant finalement récupéré par une certaine Mme. Ducongé, Monplaisir devient mairie de L'Épine à partir de 1954.
Avant 1790, la ville était « annexe » de la paroisse de Noirmoutier.
En 1919, L'Épine prend son indépendance à l'égard de la commune de Noirmoutier pour se constituer en commune à part entière.

## Emblèmes

### Devise
La devise de L'Épine : Mari Sole Vento.

## Politique et administration

### Liste des maires
| Période                                  | Période      | Identité             | Étiquette | Qualité                                                      |
| ---------------------------------------- | ------------ | -------------------- | --------- | ------------------------------------------------------------ |
| Les données manquantes sont à compléter. |              |                      |           |                                                              |
| 1971                                     | 1983         | Benjamin Pénisson    |           | Retraité de la Gendarmerie nationale                         |
| 1983                                     | 1995         | Julien Boutet        |           |                                                              |
| 1995                                     | 23 mars 2001 | Yvan Devineau        |           | Capitaine au long cours                                      |
| 23 mars 2001                             | 21 mars 2008 | Jean-Marie Palvadeau | DVG       | Adjoint administratif aux Affaires maritimes                 |
| 21 mars 2008                             | 29 mars 2014 | Jean Gautier,        |           | Inspecteur des Affaires sanitaires et sociales à la retraite |
| 29 mars 2014                             | En cours     | Dominique Chantoin   | DVD       | Entrepreneur à la retraite                                   |

## Population et société

### Démographie

#### Évolution démographique
L'évolution du nombre d'habitants est connue à travers les recensements de la population effectués dans la commune depuis 1921. Pour les communes de moins de 10 000 habitants, une enquête de recensement portant sur toute la population est réalisée tous les cinq ans, les populations de référence des années intermédiaires étant quant à elles estimées par interpolation ou extrapolation. Pour la commune, le premier recensement exhaustif entrant dans le cadre du nouveau dispositif a été réalisé en 2008.

En 2022, la commune comptait 1 643 habitants, en évolution de −0,36 % par rapport à 2016 (Vendée : +5,33 %, France hors Mayotte : +2,11 %).
| 1921  | 1926  | 1931  | 1936  | 1946  | 1954  | 1962  | 1968  | 1975  |
| ----- | ----- | ----- | ----- | ----- | ----- | ----- | ----- | ----- |
| 1 599 | 1 592 | 1 502 | 1 453 | 1 481 | 1 654 | 1 640 | 1 660 | 1 585 |

| 1982  | 1990  | 1999  | 2006  | 2008  | 2013  | 2018  | 2022  | - |
| ----- | ----- | ----- | ----- | ----- | ----- | ----- | ----- | - |
| 1 568 | 1 653 | 1 685 | 1 705 | 1 709 | 1 655 | 1 633 | 1 643 | - |

#### Pyramide des âges
La population de la commune est relativement âgée.
En 2018, le taux de personnes d'un âge inférieur à 30 ans s'élève à 19,9 %, soit en dessous de la moyenne départementale (31,6 %). À l'inverse, le taux de personnes d'âge supérieur à 60 ans est de 44,4 % la même année, alors qu'il est de 31,0 % au niveau départemental.
En 2018, la commune comptait 792 hommes pour 841 femmes, soit un taux de 51,50 % de femmes, légèrement supérieur au taux départemental (51,16 %).
Les pyramides des âges de la commune et du département s'établissent comme suit.
| Hommes | Classe d’âge | Femmes |
| ------ | ------------ | ------ |
| 0,5    | 90 ou +      | 1,0    |
| 15,4   | 75-89 ans    | 17,6   |
| 25,4   | 60-74 ans    | 28,7   |
| 22,7   | 45-59 ans    | 21,2   |
| 13,8   | 30-44 ans    | 14,0   |
| 9,0    | 15-29 ans    | 8,8    |
| 13,3   | 0-14 ans     | 8,8    |

| Hommes | Classe d’âge | Femmes |
| ------ | ------------ | ------ |
| 0,8    | 90 ou +      | 2,2    |
| 8,7    | 75-89 ans    | 11,1   |
| 20,3   | 60-74 ans    | 21,3   |
| 20     | 45-59 ans    | 19,4   |
| 17,5   | 30-44 ans    | 16,8   |
| 15     | 15-29 ans    | 13,2   |
| 17,7   | 0-14 ans     | 16,1   |

## Économie

### Tourisme

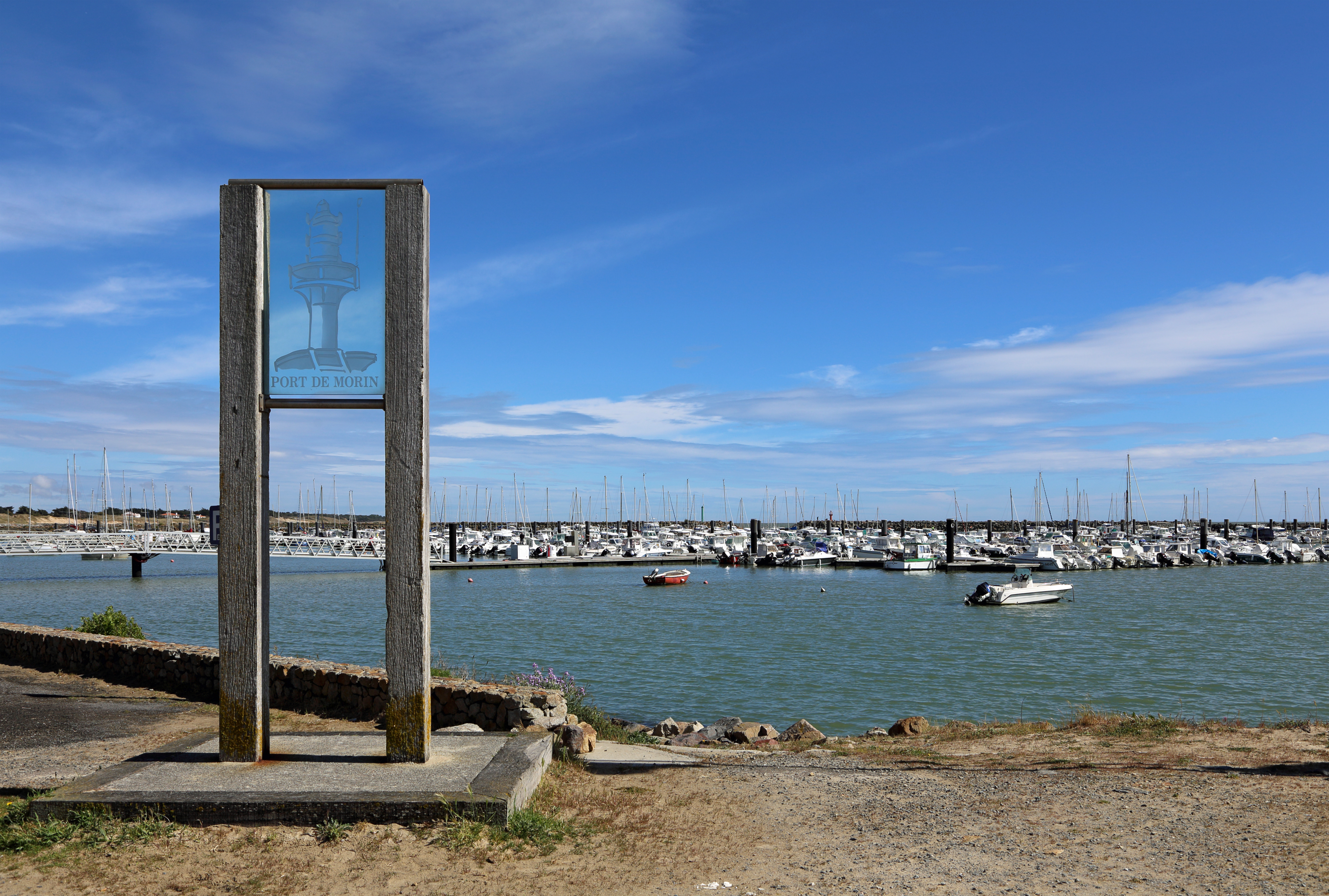
Le port de Morin

- Le port de Morin, au nord du bourg, est un important port de plaisance (850 emplacements), le deuxième de l'île de Noirmoutier après celui de l'Herbaudière.
- Océanile est un centre de loisirs aquatiques sur le thème de la mer et des bateaux situé sur le site des Oudinières. Il comporte à l'intérieur : piscine, bains à remous, toboggan et pataugeoires ; et à l'extérieur : piscine à vagues avec toboggans, rivière à bouées, cascades, torrents, geyser, pentaglisse, bains à remous et pataugeoires.
- Camping familial de la Bosse (deux étoiles).

### Pêche
Port de pêche.

### Commerce
- 1 boucherie, charcuterie.
- 5 bars brasseries
- 1 restaurant
- 2 boulangeries
- 1 tabac presse
- 1 pizzeria
- 1 crêperie
- 1 alimentation de quartier
- 1 grande surface
- 1 hôtel
- 1 pharmacie
- 1 petit commerce d'accastillage de bateaux de plaisance
- 1 petit atelier d'hivernage et réparation de bateaux de plaisance au port du Morin
- 1 garage automobile

## Équipements et services
- Salle d'exposition "L'Atelier", a été aménagée dans les anciens ateliers municipaux, d'où son nom. Des expositions de peintures sont les principales activités de cette salle.
- Une aire de camping cars.

## Lieux et monuments
- Église Saint-Jean-Baptiste ;
- Un des lieux les plus appréciés de cette petite commune est le Bois des Eloux, où se situe le point culminant de l'île.